# Pirava
Pirava (makedonska: Пирава) är en ort i Nordmakedonien. Den ligger i kommunen Valandovo, i den sydöstra delen av landet, 120 kilometer sydost om huvudstaden Skopje. Pirava ligger 103 meter över havet och antalet invånare är 1 633.